# Songs of Our Soil
Songs of Our Soil é o sexto álbum de estúdio do cantor Johnny Cash, lançado em setembro de 1959.

## Faixas
Todas as faixas por Johnny Cash, exceto onde anotado.
1. "Drink to Me" – 1:54
2. "Five Feet High and Rising" – 1:46
3. "The Man on the Hill" – 2:09
4. "Hank and Joe and Me" – 2:13
5. "Clementine" (Billy Mize, Buddy Mize) – 2:30
6. "Great Speckled Bird" (Tradicional) – 2:09
7. "I Want to Go Home" – 1:58
8. "The Caretaker" – 2:06
9. "Old Apache Squaw" – 1:46
10. "Don't Step on Mother's Roses" – 2:34
11. "My Grandfather's Clock" (Tradicional) – 2:45
12. "It Could Be You (Instead of Him)" (Vic McAlpin) – 1:50

## Créditos
- Johnny Cash - Guitarra, vocal
- Al Casey - Guitarra
- Luther Perkins - Guitarra elétrica
- Marshall Grant - Baixo
- Marvin Hughes - Piano
- Morris Palmer - Bateria